# Autonome Nationalisten
Autonome Nationalisten (en català "Nacionalistes Autònoms" i en anglès "Autonomous Nationalists" abreujat AN) és un moviment d'extrema dreta format per alemanys, britànics, holandesos i en menor grau flamencs nacionalistes, que han adoptat alguns dels conceptes organitzatius d'extrema esquerra i d'Antifa (activisme autònom), tàctiques de protesta (bloc negre), simbolisme i elements de roba, incloses samarretes i kefiyes a més de la figura de Che Guevara. Grups similars també han aparegut en alguns països d'Europa central i oriental, començant per Polònia (a partir del 2009), República Txeca, Ucraïna, Romania i Grècia i altres.

## Història
El fenomen de l'Autonome Nationalisten es pot remuntar als moviments "Freie Nationaliste" (Nacionalistes Lliures), "Freie Kräfte" (Forces Lliures) i "Freie Kameradschaften" (Camaraderies Lliures), que es van desenvolupar a l'ombra del Nationaldemokratische Partei Deutschlands (NPD), el Partit Nacional Democràtic d'Alemanya des de finals dels anys vuitanta. La repressió policial contra l'extrema dreta després de la reunificació i l'onada de prohibicions a principis dels noranta ("Deutsche Alternative", "Nationalistische Front", "Freiheitliche Deutsche Arbeiterpartei", entre d'altres) van forçar la majoria de l'extrema dreta local i grups militants a dividir-se en "cèl·lules nacionalistes autònomes" de 5-20 membres sense membres formals. En lloc de fer reunions periòdiques, van començar a utilitzar els telèfons i més tard Internet per a la comunicació i l'organització. Les cèl·lules locals van formar xarxes de paraigües soltes a les regions per coordinar accions. El 2008, es calculava que els nacionalistes autònoms d'Alemanya comptaven amb unes 400 persones, l'1% dels neonazis del país. L'Oficina Federal alemanya per a la Protecció de la Constitució, que proporciona informació interna per al govern, va estimar el nombre de participants actius del moviment d'extrema dreta el 2008 al voltant de 40.000. Segons el Southern Poverty Law Center (SPLC), l'any 2001 hi havia 75 organitzacions d'extrema dreta a Alemanya amb 50.000 membres.
L'aparició d'Autonome Nationalisten va ser polèmic dins l'entorn de la extrema dreta alemanya, tant per alguns activistes de més edat de l'extrema dreta alemanya oposant-se a la imatge d'"esquerra" i pel fet que el NPD temien que complicarien els seus esforços per prendre part en la política convencional. També va ser controvertit que Autonome Nationalisten hagués expressat ocasionalment simpatia per l'extremisme islàmic, així com per Hezbollah i Hamàs per la seva oposició al sionisme i l'imperialisme nord-americà. Les mateixes controvèrsies van sorgir entre l'extrema dreta a Polònia.
Els nacionalistes autònoms a Europa es van fer visibles a partir del 2003-2004 i ara es consideren més violents que altres membres de l'extrema dreta europea. Tanmateix, a partir del 2010, segons Miroslav Mareš, el seu impacte en aquests països ha estat limitat fins ara.

## Missatge
Els investigadors veuen el moviment polític sincrètic dels nacionalistes autònoms a Europa com un "concepte estratègic, organització i subcultura: els tres termes són possibles per a la designació d'aquest fenomen". I en subratllen que:
| « | El nacionalisme autònom com a tendència política, sens dubte, supera el seu pes. Ha influït i suscitat debats dins de l'extrema dreta alemanya, així com dins dels moviments juvenils feixistes d'altres països europeus. Com a tal, obre preguntes sobre el futur de l'organització feixista a Europa, en un moment en què la política en xarxa sembla exercir factors de mobilització més forts que les estructures organitzatives tradicionals.:297 | » |

Els nacionalistes autònoms es van inspirar ideològicament en l'estrasserisme. El missatge d'AN es va desplaçar cap a idees antiglobalistes, anticapitalistes i antiimperialistes. Promovent la descentralització organitzativa completa i l'autonomia dins del moviment.
L'adopció de codis i símbols de l'extrema esquerra "Autonome Antifa" per part de l'"Autonome Nationalisten" va coincidir amb la persistència de subcultures alternatives vibrants de l'esquerra radical i el rebuig de les tradicionals plantilles culturals i polítiques skinhead de comportament de l'extrema dreta. Així, l'AN es veu com a "autònom" dels programes i estructures neonazis establertes, desenvolupant el seu propi discurs ideològic, missatge de carrer, repertori d'acció, escenes musicals i codis de vestimenta. Sovint el moviment pretén mostrar una rebel·lió anticapitalista i antisistèmica i una oposició a la globalització i a l'"imperialisme cultural nord-americà". L'AN també va expressar-se sobre alguns problemes socials i econòmics, inclosa la pobresa. Actualment pe`ro, estan fermament arrelats en el moviment neonazi.

## Galeria

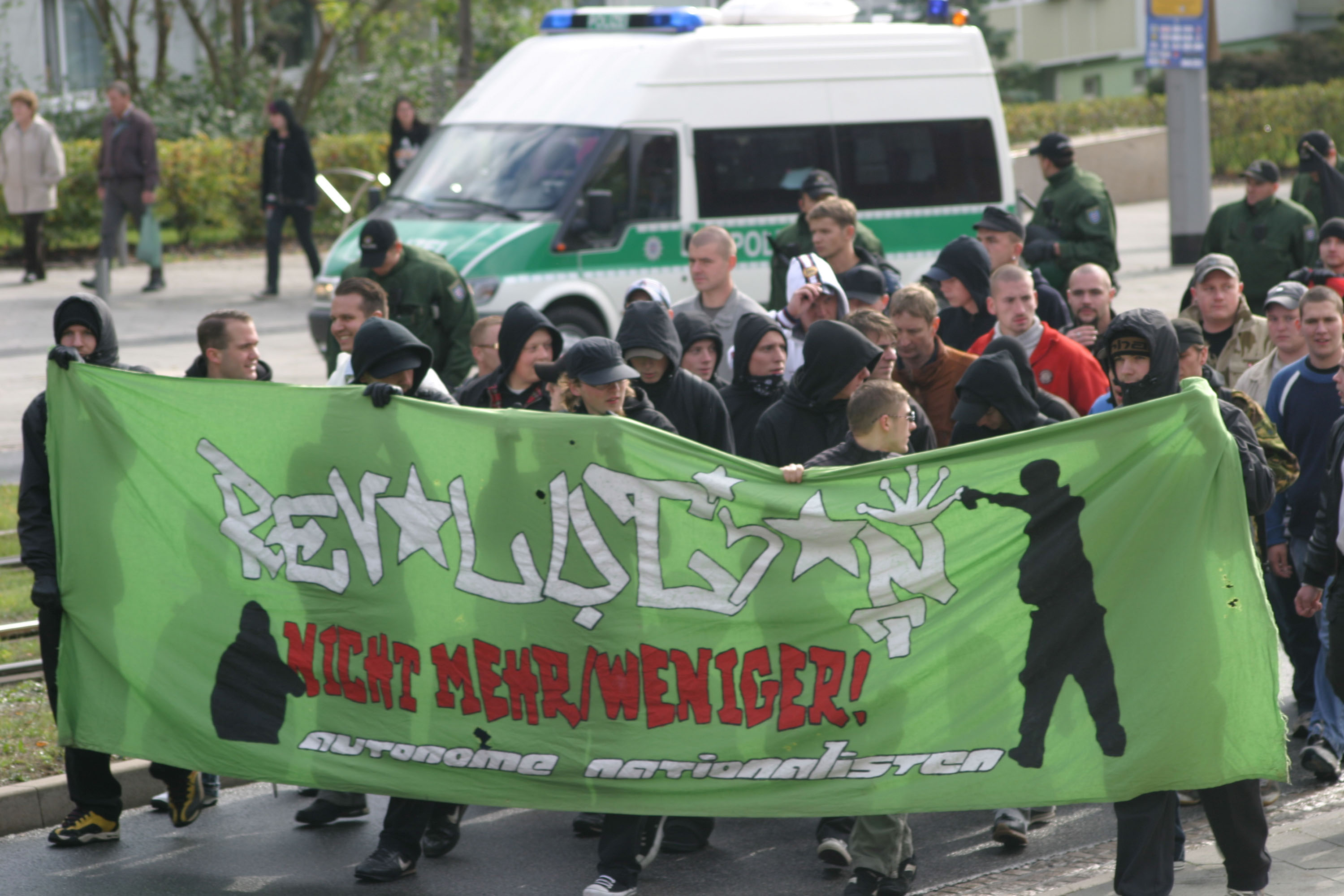
Autonome Nationalisten/Autonomous Nationalists marxant darrere d'una pancarta amb lletres d'estil grafiti el 2006
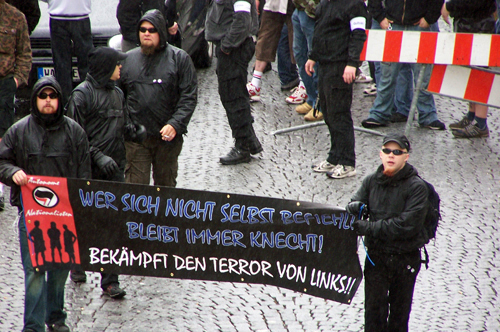
Autonome Nationalisten/Autonomous Nationalists en una protesta de 2006. Les banderes negres i vermelles de la pancarta són del logotip de l'Antifaschistische Aktion
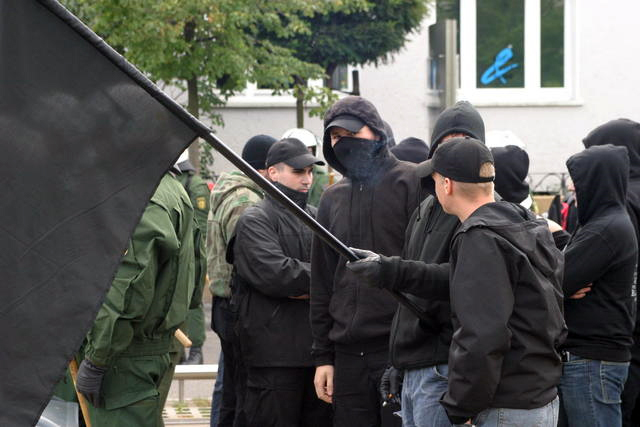
Autonome Nationalisten/Autonomous Nationalistes que porten una bandera negra, símbol tradicional de l'anarquisme
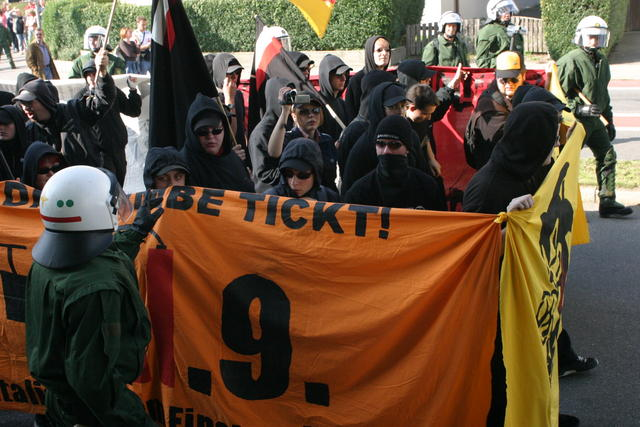
German Autonome Nationalisten/Autonomous Nationalists fan una manifestació
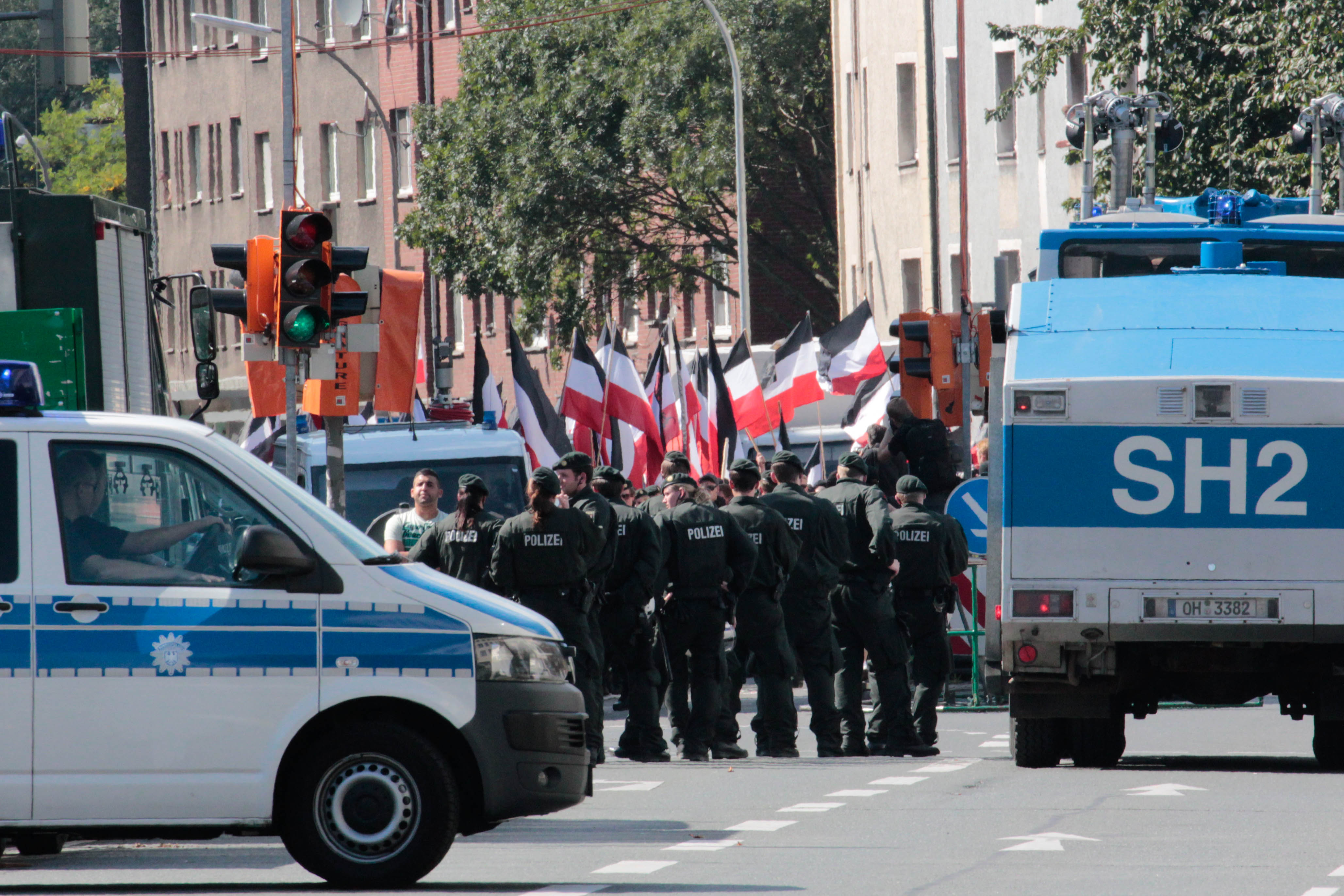
Detenció dels membres de l'Autonome Nationalisten/Autonomous Nationalists a Dortmund
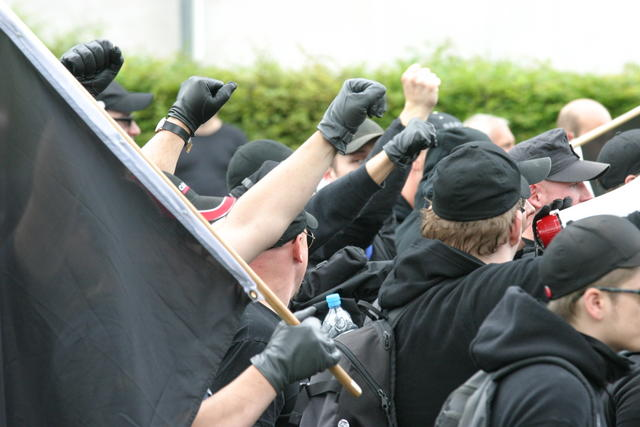
Els nacionalistes autònoms van adoptar tàctiques de manifestació del Black Bloc dels grups antifeixistes d'esquerra
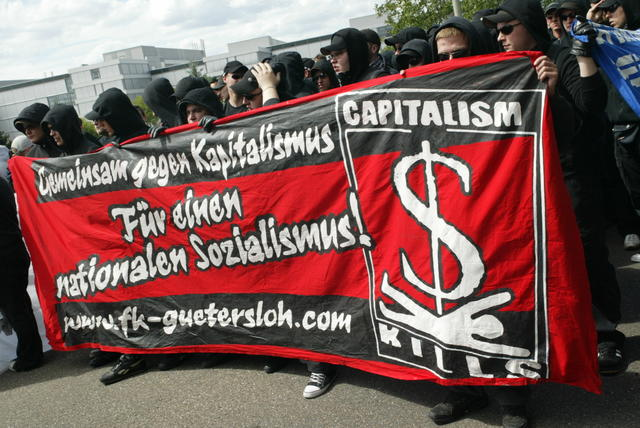
Autonome Nationalisten amb pancarta anticapitalista, amb roba típica dels black blocks d'esquerres